# بيلا كاتونا
بيلا كاتونا هو مهندس وسياسي مجري، ولد في 9 فبراير 1944 في بودابست في المجر. نشط حزبياً في حزب العمال الاشتراكي المجري. وقد انتخب عضو الجمعية الوطنية المجرية ‏.